# Amadé család
A várkonyi és böősi báró és gróf Amadé család (latin és német nyelvi környezetben általában Amade, de helyenként Omade, Omadé vagy Amadefi) kihalt magyar főnemesi család.
Az Amadé család a Pozsony vármegyei Várkony községből származik. A nemesi előnevük később böősi és várkonyi összetételre módosult. Előbb bárói, majd grófi címet szereztek. A család férfi ágon kihalt. A várkonyi előnevet anyai ágon vitték tovább.

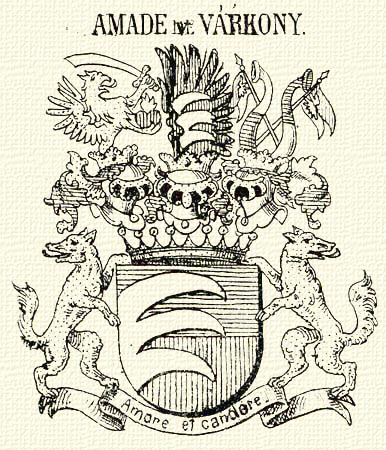
Várkonyi Amadé címere

## Története
A család a Gutkeled nemzetségből származik. Az ősének a neve ismeretlen. Két fia közül Fekete Amadénak újabb három fia született: Lothárd, Amadé és Ampod. Lothárd az Amadé családot terjesztette tovább, míg Amadé a Lendvay család, Ampod pedig a Marczaltőy család alapítója lett. Lothárdot 1264 és 1284 között említik mint IV. Béla hűséges emberét. A királytól szolgálataiért a Pozsony vármegye területén fekvő Bőst és a hozzá tartozó Árpádot kapta adományul. Később azonban a IV. Béla és V. István közötti viszály alkalmával István mellé állt, ezért Béla megfosztotta őt birtokaitól, 1270-ben azonban István királytól és nejétől visszakapta minden vagyonát. IV. László 1272-ben megerősítette birtokaiban, 1282-ben karcsai és nyéki birtokaira már oltalomlevelet is kapott. Valószínűsíthető, hogy Lothárd szerezte a család egyik előnevét adó Várkonyt is, de nem lehet tudni, hogy pontosan mikor. Lothárd unokái a rokon Lendvay család kihalása miatt újabb birtokokkal gazdagodtak, így került vissza az Amadékhoz Gút, Malomsok és Szente is, de osztozniuk kellett az ugyancsak rokon Marczaltőyekkel. Amadé Miklós a Szapolyaiak uralkodása alatt cseszneki várnagy volt. A később főnemesi címet szerzett ág Lénárd alispántól származott le. Megemlítendő még István, aki alországbíró, tanácsos, dézsmaszedő és várkapitány volt, és Péter visegrádi várkapitány, aki 1544-ben kénytelen volt várát a törököknek átadni. A család későbbi tagjai közül 1628-ban István és Lénárd kaptak bárói címet II. Ferdinándtól. Ez a Lénárd (1589–1647) alnádori és pénztárnoki hivatalt is betöltött. Ennek a Lénárdnak a fia, János, főkapitány volt.
Amadé Tádé grófi rangot szerzett 1807-ben. Vele azonban 1845-ben férfi ágon magva szakadt a családnak.
Tádé elsőfokú unokatestvére, Dominika, Üchtritz Emilhez ment feleségül, utódai később az Üchtritz-Amadé nevet vették fel.

## Jelentősebb családtagok
- Amade Mihály (16/17. század) Pozsony vármegye alispánja
- Amade Antal (1674–1737) költő
- Amade Antal (1760–1835) író, kamarás, tanácsos, táblai ülnök
- Amade László (1703–1764) költő, huszárkapitány
- Amadé Tádé (1783–1845) zongoraművész, udvari zenegróf, titkos tanácsos